# Boštjan Genorio
Boštjan Genorio, slovenski kemik, * 26. julij 1979, Maribor.

## Življenjepis
Boštjan Genorio je leta 1985 začel obiskovati Osnovno šolo Louisa Adamiča Grosuplje, kjer je z družino živel do leta 1990. Nato so se preselili v Stično, kjer je nadaljeval svoje šolanje. Po končani osemletni osnovni šoli se je leta 1994 vpisal na Srednjo šolo Josipa Jurčiča Ivančna Gorica, kjer je obiskoval gimnazijo. Vzporedno z gimnazijo je obiskoval tudi srednjo glasbeno šolo, kjer je igral trobento. Po uspešno opravljeni maturi se je vpisal na Fakulteto za kemijo in kemijsko tehnologijo Univerze v Ljubljani, smer organska kemija. Ob študiju je bil nekaj časa član Akademske folklorne skupine France Marolt, kasneje pa je ustvaril svojo folklorno skupino, ki jo je čez čas predal mlajšim generacijam. Bil je član zasedbe Oktet fantov ter igral saksofon. Zelo rad je tudi kolesaril, kar pa mu še danes predstavlja največjo sprostitev. Z diplomskim delom: »Samosestavljive nanocevke na osnovi nukleinskih kislin kot supramolekul II« je diplomiral leta 2004. Študij je nadaljeval na isti fakulteti. Leta 2009 je doktoriral iz organske kemije pod mentorstvom dr. Janka Jamnika z naslovom: »Funkcionalizacije površin elektroaktivnih materialov z organskimi molekulami«.

## Raziskovalna področja
Boštjan Genorio se ukvarja z organsko kemijo in vedo o materialih. Njegova glavna raziskovalna dela temeljijo na materialih na osnovi grafena, PEM gorivnih celicah oz. gorivnih celicah s protonsko izmenjevalno membrano in polnilnih baterijah. Organska sinteza, karakterizacija polimerov, rentgenska spektroskopija (XPS), jedrska magnetna resonanca (NMR), površinska kemija, Ramanska spektroskopija, kromatografija, ogljikove nanocevke, nanotehnologija in nanodelci pa so le nekatere teme in izrazi iz Genorievega raziskovalnega dela.

### PEM gorivne celice
Gorivne celice so termodinamsko odprt sistem, kjer anoda in katoda služita kot medij za prenos naboja aktivnih snovi, ki jih dovedemo iz okolja oz. rezervoarja. So kompleksne naprave, ki jih delimo na nizkotemperaturne in visokotemperaturne. Da bi jih v prihodnosti lahko množično uporabljali, bo potrebno rešiti probleme, kot so: večja učinkovitost redukcije kisika, odpraviti problem zastrupljanja katode in anode, čas delovanja, itd. 
Osnovna reakcija gorivne celice je spajanje vodika s kisikom, kot produkt nastaja voda. Na anodi poteka oksidacija vodika, na katodi pa redukcija kisika.

### Litij-ionske baterije
Litij-ionske baterije so sekundarne baterije. Napolnimo in izpraznimo jih lahko večkrat z menjavo smeri toka v celici. Odlikujeta jih velika teoretična masna in volumska energijska gostota, kar pomeni, da imajo veliko teoretično kapaciteto. V praksi je nekaj pomanjkljivosti: visoka notranja upornost, reaktivnost ob nepravilni uporabi, visoka cena, toksičnost, itd. Litij-ionske baterije so dostopne od leta 1990 in so del vsakdana. Napajajo mobilne telefone, prenosne računalnike, itd. Njihov razvoj gre v smeri njihove množične uporabe v avtomobilski industriji.
Litij-ionska baterija je sestavljena iz anode (negativna elektroda), katode (pozitivna elektroda) in elektrolita. Anoda je sestavljena iz pretežno grafitnih materialov, katoda pa je kompozit na osnovi LiCoO2. Elektrolit je litijeva sol, raztopljena v organskem topilu.

## Zaposlitev in delo
Genorio je od septembra 2004 do junija 2009 delal z dr. Jankom Jamnikom kot mladi raziskovalec na Kemijskem inštitutu v laboratoriju za elektrokemijo materialov. Januarja 2007 je prvič obiskal Rice University v Houstonu v ameriški zvezni državi Teksas, kjer je delal kot gostujoči znanstvenik z dr. Jamesom M. Tourom na Oddelku za kemijo. Za odhod v ZDA se je odločil zato, ker je za svojo doktorsko disertacijo reševal problem, za katerega v Sloveniji ni bilo ustreznih pogojev. Na Rice University se je ponovno vrnil januarja 2011, kot podoktorski raziskovalni sodelavec in tam ostal eno leto. Med decembrom 2008 in januarjem 2009 je deloval na Argonne National Laboratory v Lemontu, v ameriški zvezni državi Illionis, kot gostujoči znanstvenik z dr. Nenadom M. Markovićem na Oddelku za materialno znanost. Tja je ponovno odšel decembra 2013 za obdobje dveh let, nato pa še julija 2018 in maja 2019 z dr. Dušanom Strmčnikom, obakrat za obdobje enega meseca. Med novembrom 2009 in decembrom 2013 je bil kot asistent raziskovalec aktiven v Centru odličnosti NAMASTE (Napredni nekovinski materiali s tehnologijami prihodnosti) in v Centru odličnosti nizkoogljične tehnologije CO NOT. Od septembra 2009 je dejaven na Fakulteti za kemijo in kemijsko tehnologijo Univerze v Ljubljani. Od leta 2009 do leta 2013 je deloval kot asistent raziskovalec na področju kemija materialov, med letoma 2013 in 2018 je bil docent na področju kemija materialov, od leta 2015 pa je docent za področje materiali. Predava na vseh treh bolonjskih stopnjah. Na magistrskem študijskem programu Kemijsko inženirstvo je od leta 2013 do leta 2015 predaval predmet Nanomateriali in kompoziti, od leta 2016 pa predava predmet Inženirstvo materialov. Od leta 2016 je predavatelj predmetov Osnove industrijske kemije na visokošolskem študijskem programu Kemijska tehnologija in Sodobne metode karakterizacije materialov na univerzitetnem študijskem programu Kemijsko inženirstvo. Od leta 2017 izvaja predavanja za študente univerzitetnega študijskega programa Tehniška varnost pri predmetu Osnove materialov, od leta 2019 pa svoje znanje predaja tudi bodočim doktorjem znanosti pri izbirnem predmetu Izbrana poglavja iz materialov za energetiko.
Izvedel je tudi več predavanj na tujih univerzah. 19. marca 2018 je imel predavanje z naslovom »Funkcionalizacija materialov za shranjevanje in pretvorbo energije«, na Univerzi za elektronsko znanost in tehnologijo v Chengduju na Kitajskem. V Blagoevgradu v Bolgariji je 25. septembra 2019 izvedel predavanje na Jugozahodni univerzi Neofit Rilski z naslovom »Uravnavanje selektivnosti in aktivnosti elektrokemijskih vmesnikov s pokvarjenim grafenskim oksidom in reduciranim grafenskim oksidom«, 4. decembra 2019 pa je predaval pod naslovom »Spreminjanje shranjevanja energije in pretvorba elektrokemijskih vmesnikov« na Kemijskem inštitutu Aleksandra Butlerova v ruskem mestu Kazan.
Svoje znanje in izkušnje deli tudi na posebnih dogodkih in predavanjih, npr.: Selektivni hibridni katalizator na osnovi platine in organskih molekul za reakcije PEM gorivnih celic na Kemijskem inštitutu (leta 2010) in Funkcionalizacija grafenskih nanotrakov (leta 2013), ter Kako pripraviti uspešno prijavo za raziskovalni projekt – zanke in pasti pri pripravi projektnih prijav na Fakulteti za kemijo in kemijsko tehnologijo Univerze v Ljubljani (leta 2016).
Doc. dr. je tudi mentor pri diplomskih in magistrskih delih ter doktorski disertaciji.
Bil je intervjuvanec v oddaji Dobro jutro, kjer je spregovoril o tem, kako ravnati z baterijami (2. 3. 2016) in kako jim podaljšati življenjsko dobo (21. 3. 2019), ter v oddaji Ugriznimo znanost, kjer je predstavil gorivne celice kot energijo prihodnosti (24. 5. 2011).

## Projekti
Doc. dr. Genorio dela na številnih projektih:
- Sistem gorivnih celic kot pomožni vir energije za zagotavljanje avtonomije vojaških vozil (2006–2008),
- APOLLON B, IP projekt v okviru 6. FP, PEM gorivne celice (2006–2009),
- 1. In 2. del osnovnih raziskav: priprava in funkcionalizacija površinskih nanomaterialov – raziskave in inženiring MI SWACO – industrijski projekt (2011–2012),
- Center odličnosti za nizkoogljične tehnologije – Slovenija, RRP 8 v okviru delovnega paketa za litijske tehnologije: funkcionalnost grafena – vodja projekta (2013),
- Hondina pobuda za podporo Evropi – modificirani nanodelci grafena za magnezijeve baterije – industrijski projekt (2013–2014),
- Projekt EURO-LIS, sedmi okvirni program Evropske unije na podlagi sporazuma o dodelitvi sredstev, št. 314515 (2011–2015),
- Urad za znanost, Urad za osnovne znanosti o energiji (2013–2015),
- Projekt JCESR – skupni center za raziskovanje skladiščenja energije, del laboratorija za elektrokemično odkrivanje (2013–2015),
- Projekt BMW – temeljno razumevanje lastnosti slojev trdne elektrolitske metafaze (SEI) v sistemih Li-ion – industrijski projekt (od leta 2014),
- Projekt HELIS – raziskovalni in inovacijski program Evropske unije za Obzorje 2020, v okviru sporazuma o dodelitvi sredstev (od leta 2015),
- Projekt ARRS – redoks aktiven organski materiali za shranjevanje električne energije, J2-8167 (od leta 2017),
- Dvostranski projekt ARRS, SLO-ZDA – grafenska elektrokemija za pretvorbo in shranjevanje energije, BI-US / 18-19-041 – vodja projekta (od leta 2017),
- Javni štipendijski, razvojni, invalidski in preživninski sklad Republike Slovenije – javni razpis za financiranje projektnih obiskov na slovenskih visokošolskih zavodih – vodja projekta (2017),
- Javni štipendijski, razvojni, invalidski in preživninski sklad Republike Slovenije – sodobne magnezij-žveplove baterije za trajnostni razvoj, projekt PKP – vodja projekta (2018),
- Dvostranski projekt SLO-SRB – grafensko spremenjene elektrode za elektrokatalizo v nevodnem mediju, BI-RS / 18-19-030 – vodja projekta (od leta 2018),
- Dvostranski projekt ARRS, SLO-AT – karakterizacija fraktalnih struktur in povečanje parametrov pri njihovi sintezi, J2-9440 (od leta 2018),
- Dvostranski projekt SLO-RUS – sinteza in karakterizacija nanokatalizatorskih elektrod za HER in ORR reakcije, BI-RU / 19-20-025 – vodja projekta (od leta 2019),
- Projekt ARRS, SLO-AT – MEA-ji na osnovi grafen oksida za gorivno celico z direktnim etanolom (GO DEFC), N2-0087 (od leta 2019),
- Evropska komisija – Obzorje 2020 – predsednik ERA, predsednik mikroprocesnega inženiringa in tehnologije, 811040 – član usmerjevalnega odbora (od leta 2019).[4]